# Beretta

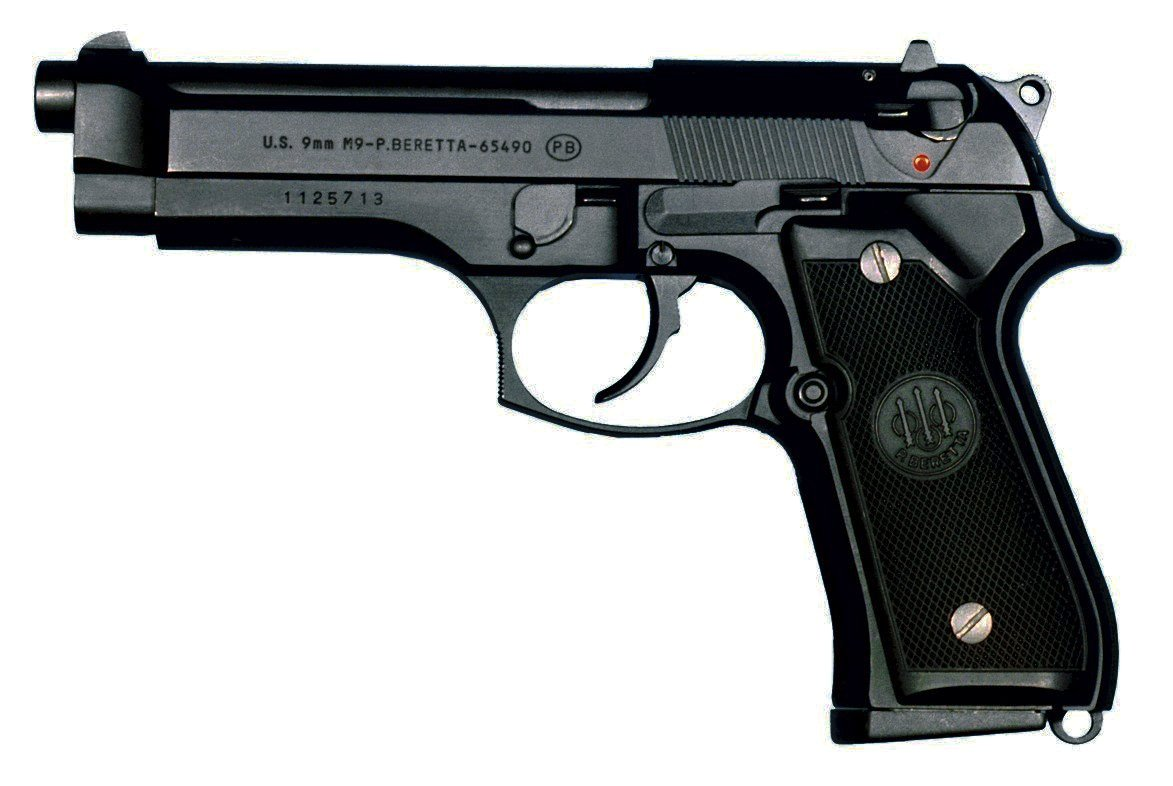
Beretta M9

Beretta är ett italienskt vapenmärke. Beretta tillverkar bland annat pistoler och gevär. Beretta grundades 1526 och är världens 14:e äldsta familjeföretag. Det ägs och drivs av 14:e generationen i rakt nedstigande led från grundaren Bartolomeo Beretta och har sin huvudsakliga tillverkning i Gardone Val Trompia i Italien. Beretta tillverkar även automatkarbiner och kulsprutepistoler.
Beretta 92-pistolen används idag inom USA:s militär och benämns där M9. Pistolen introducerades 1985, med en kaliber på 9 mm. Civilt har Berettas 92FS-pistol varit populär som tävlingsvapen, till stor del på grund av filmen Dödligt vapen med efterföljare. Det finns även en så kallad "select fire"-version av M9, med namnet m93. På den går det att välja att skjuta halv- eller helautomatiskt.
I Sverige består försäljningen i huvudsak av jaktgevär, främst hagelvapen. Beretta är representerat i Sverige genom sitt dotterbolag Sako Sweden.
Då främst i 68* modellerna som slog igenom i Sverige runt 1980, och är idag det vanligaste vapenmärket i Sverige.